# Monica Duca Widmer
Monica Duca Widmer, née en 1959 à Arosio (originaire d'Ascona), est une personnalité politique suisse, entrepreneure et membre de plusieurs conseils d'administration et commissions.

## Biographie
Originaire d'Ascona, dans le canton du Tessin, Monica Duca Widmer naît en 1959 à Arosio. Elle fait des études de chimie à l’École polytechnique fédérale de Zurich et sort diplômée ingénieure chimiste en 1984. Elle obtient en 1987 le titre de docteur en chimie de l'Université de Milan.
Elle fonde en 1992 EcoRisana, une entreprise active dans le domaine de l’environnement et de la gestion des déchets.
Elle est mariée à un ingénieur chimiste et mère de deux fils.

### Parcours politique
De 1995 à 2011, elle est députée du Parti démocrate-chrétien au Grand Conseil du canton du Tessin. Elle en devient la présidente en 2007 et impose à ce titre un code vestimentaire plus strict dans l'enceinte du parlement. Elle se distingue par son action contre la traite des êtres humains, défendant un modèle de prostitution inspiré des pays nordiques qui criminalise les clients et non les personnes qui se prostituent. 
En 2011, elle se présente aux élections fédérales pour siéger au Conseil national et obtient le même nombre de bulletins, 23 979, que Marco Romano. Le canton utilise un programme électronique de tirage au sort pour les départager et Monica Duca Widmer sort gagnante. Le Tribunal fédéral annule cependant ce premier tirage et un second tirage au sort manuel et en public est effectué le 25 novembre 2011, qui désigne cette fois Marco Romano. Monica Duca Widmer se retire alors de la vie politique active.

### Autres mandats
Elle est membre du Conseil des Écoles polytechniques fédérales de 1998 à 2008, présidente de la Commission fédérale de protection atomique, biologique et chimique  de 1995 à 2007 et membre du Conseil de la Haute école spécialisée de la Suisse italienne de 2004 à 2015.
Elle est présidente depuis 2011  du conseil d'administration de Migros au Tessin et  vice-présidente de la Commission fédérale de la communication. Elle siège dans plusieurs autres commissions, notamment à  la commission fédérale pour la recherche énergétique, à l'Académie suisse des sciences techniques,  à la commission de l’armement, au conseil de l'inspection fédérale de la sécurité nucléaire et au Conseil de l'Université de Lucerne,. Elle est également membre du Conseil de l'Université de la Suisse italienne depuis 2016 et en assure la présidence depuis décembre 2016.
En 2019, le Conseil fédéral la nomme à la présidence du conseil d’administration de RUAG, pour accompagner la restructuration du groupe d'armement.